# Томпсон, Дэвид (политик)
Дэвид Джон Ховард Томпсон (англ. David John Howard Thompson, 25 декабря 1961, Лондон, Великобритания
 — 23 октября 2010, Saint Philip, Барбадос) — премьер-министр Барбадоса (2008—2010).

## Биография
В 1984 г. окончил юридический факультет Университета Вест-Индии (англ. University of the West Indies). Сразу после получения высшего образования становится председателем молодёжной организации Демократической лейбористской партии Барбадоса. С 1986 года работает в аппарате тогдашнего премьер-министра страны Эррола Бэрроу.
Член парламента с 1987 года, в 1991—1993 годах — министр развития сообществ и культуры, в 1993—1994 годах — министр финансов в правительстве Эрскина Сэндифорда, после поражения партии на выборах в 1994 году стал лидером партии, занимал этот пост до сентября 2001 года.
В январе 2006 года вновь стал лидером партии вместо Клайда Масколла и в январе 2008 года одержал победу на парламентских выборах, сменив лидера лейбористской партии Оуэна Артура на посту премьер-министра, а также став министром финансов.
Скончался 23 октября 2010 года из-за онкологического заболевания. У него остались вдова и три дочери.